# Gå & fiska!
"Gå & fiska!", skriven av Per Gessle, är en av de fyra låtar som den svenska popgruppen Gyllene Tider spelade in 1996 till sin återföreningsturné Återtåget '96!. Den blev en så kallad sommarhit i Sverige, och vann en Grammis för "årets låt" 1996 samt Rockbjörnen i kategorin "Årets svenska låt".
Låten var med på Gyllene Tider EP, som släpptes 1996. EPn släpptes både enskilt (och fungerade då som singel med "Gå & fiska" som huvudlåt) och som bonusskiva till en av utgåvorna av Gyllene Tiders samlingsalbum Halmstads pärlor.
Melodin låg på Svensktoppen i sju veckor under perioden 20 juli–31 augusti 1996, med femteplats som bästa resultat där. Den låg även på Trackslistan.
Per Gessle har sagt att han fick titeln från ett avsnitt i en TV-serie där någon hade hängt ut en skylt med texten "Gone fishing". Sångtexten handlar om att man ibland bör ta det lugnt och koppla av med fritidsaktiviteter, som att gå och fiska, för att slippa stressen i samhället, såväl i dag (1996) som på 1600-talet.

## Andra versioner
Karaktären Väder-Annika från radioprogrammet Rally framförde i augusti 1996 låten "Slå och smiska" (tillägnad Anders Lundin som var gästartist i sändningen) under "artistnamnet" Läder-Annika, vars BDSM-associationer orsakade skandalrubriker i kvällstidningarna. När låten senare skulle spelas in för en skivutgåva ville inte Per Gessle ge sitt medgivande till detta, och den version som spelades in fick därför en ny, snarlik melodi för att kringgå upphovsrätten.
På Smurfhits 4 1998 hette låten "Gå och smurfa".

## Publikation
- Barnens svenska sångbok, 1999, under rubriken "Gladsång och poplåt".